# 袁國璜
袁國璜（1721年—1796年12月23日 †），字號不詳。四川省成都府成都縣（今屬成都市）人，清朝將領，官至總兵，二次獲圖像紫光閣與巴圖魯勇號。

## 生平
行伍出身。乾隆三十三年（1768年），選拔為四川督標右營外委把總。三十六年（1771年），補授把總，隨軍參戰第二次金川之戰。三十七年（1772年）六月，兄長都司袁國璉在攻奪戰碉時中槍陣亡。三十八年（1773年），因屢立戰功，升授黎雅營千總。三十九年（1774年）二月，袁國璜隨參贊大臣舒常進攻綽斯甲布土司，趁著綽斯甲布軍一百餘人搬運石料修築戰碉、哨卡時，率兵前往攻擊，以火槍擊殺數人。又進攻馬爾邦，馬爾邦為甲索（今屬沙耳鄉克爾瑪村）後路，地勢險阻，金川兵自恃堅固，袁國璜趁敵鬆懈不備，攻破其關隘，殺傷甚多，摧毀二座戰碉。將軍明亮奏報後，賞戴藍翎，以守備升用，不久後實授陝西延綏鎮左營守備。
四十年（1775年），升授四川維州協右營都司。此前清軍收復丹東革什咱土司全境、率領歸降番兵攻陷達爾圖（今屬沙耳鄉），敘功，袁國璜戰功最高，賞換花翎。四十一年（1776年），升授四川阜和營游擊，兩金川隨即平定。四十五年（1780年）正月，受成都將軍特成額派遣，前往西藏剿辦搶劫達賴喇嘛茶包的三暗巴賊匪，駐紮於江卡。四月至五月，移駐戎多，受理巴塘頭人汪許帶領三暗巴朗改、烏金桑珠宗巴番目交涉投誠事宜，並招撫宗巴朗改二寨番民一百十四戶，派遣漢兵、土兵進入駐劄。
四十八年（1783年）六月，李世傑題請以袁國璜升補四川越巂營参将。八月，升補陝甘督標右營參將。五十年（1785年），升甘肅寧夏鎮中衛協副將。五十一年（1786年），經陝甘總督福康安奏請，調任陝甘督標中軍副將。
五十二年（1787年）五月三十日，升調江南狼山鎮總兵。年底，狼山鎮受調征討臺灣林爽文事件，隨福康安渡臺征剿。登陸時林爽文軍據守諸羅縣城並分兵防守各處要道，袁國璜進兵途中於興化店遇敵，奮力進擊，林軍潰敗，焚毀街莊；後攻克大埔尾、斗六門，追擊林軍二十餘里，因斗六門為南北重要隘口，袁國璜獲交部議敘。接著以攻陷水沙連、大里杙、生番稟稱將要縣出林爽文，與海蘭察、恆瑞、普吉保一併先行交部議敘；十二月二十七日，受賞賜勇號博齊巴圖魯。五十三年（1788年）正月，林爽文屯駐據守小半天山，該地山路深峻險隘、叢林茂密，袁國璜隨參贊大臣海蘭察率兵攀爬藤木而上，林軍出寨俯擊，槍砲齊發，袁國璜督兵強攻，大敗林爽文軍。袁國璜與海蘭察由龜仔頭、內木柵分路進兵，乘著夜間疾行，追至麻薯社，林爽文逃竄藏匿於東勢角。因山路狹隘而無法騎馬，袁國璜徒步沿山搜捕，林爽文再逃至打鐵寮（今屬苗栗縣大湖鄉武榮村），袁國璜佈兵圍困，最終在老衢崎生擒林爽文。海蘭察與袁國璜出力最多，獲得議敘。清軍乘勝南下進擊莊大田部，莊大田率部二千人在牛莊（今臺南市善化區）、灣裏溪布陣迎戰，袁國璜率兵衝陣，莊大田大敗、退至灣裏溪南側拒守。時冬季枯水，袁國璜得以躍過溪流，射殺一人，莊大田潰逃，向南逃至柴城，海蘭察與袁國璜水陸並進，往來攔截逃逸路線，於是擒獲莊大田。二月二十七日，上諭以臺灣府全府平定，由福康安查明功績咨送兵部從優議敘；獲第一次圖像紫光閣，列為「平定臺灣後三十功臣」，賜勇號堅勇巴圖魯，由詞臣作贊：「夙習行陣，茲督步隊，志勇而堅，望風賊潰。偵蹤歷險，遂搜山內，分兵扼要，是用嘉賚。」七月，告病歸鄉調養。
五十五年（1790年）六月初五日，病癒後起用，署理四川建昌鎮總兵印務。十一月，交卸建昌鎮總兵印篆，經署四川總督保寧奏請，暫緩進京，留在四川，候補總兵缺。五十六年（1791年）八月初二日，補授四川重慶鎮總兵。第二次廓爾喀之役爆發，十月，署四川總督孫士毅代袁國璜、諸神保上奏請求效力、出兵赴藏。十二月，朝廷以袁國璜熟悉川藏番人情勢，命袁國璜等待鄂輝、成德續調土兵赴藏時隨軍入藏，隸屬福康安軍營。
五十七年（1792年），進軍至堆補木山口的象巴宗，山上有廓爾喀軍建立的木城二座、石碉卡三座、大石碉卡一座，廓爾喀兵出城拒守，與城內守軍互為犄角，袁國璜向上強攻，殺敵一百餘人，奪佔多個碉卡，廓爾喀軍潰退；半夜時分，廓爾喀軍據橫河橋防禦，清軍分為二路，袁國璜率一路由帕朗古進攻，到達甲爾古拉，碉卡內廓爾喀軍出卡迎戰，廓爾喀軍敗退過橋，袁國璜乘勝追擊，攻破碉卡，殲敵甚多。六月，上諭為避免清軍後路被截斷，命袁國璜率兵在主力後路濟嚨以外要隘酌量屯駐防守，聲援策應。十一月，清軍自濟嚨、聶拉木分批撤退，袁國璜偕同諸神保帶領三襍谷、孔薩、綽斯甲布、巴底、巴旺、革布什咱、瓦寺、沃日、黨壩等處土兵取道草地撤回。五十八年（1793年），廓爾喀平定，敘功，獲第二次圖像紫光閣，列為「平定廓爾喀後十五功臣」，詞臣作贊：「甲爾古拉，擐甲橫戈，衝賊中堅，爭隘渡河。拔自行間，素嫻紀律，貌像紫光，厥功可述。」
五十九年（1794年）八月，受四川總督福康安調遣赴貴州桐梓縣與四川邊境地方查緝私鑄、聚賭行兇的匪徒。
六十年（1795年）二月，貴州苗民石柳鄧發動苗亂，聯合湖南苗民石三保，在四川、貴州交界地帶焚掠鄉村，恐將侵入四川；因有當地八條道路通往苗疆，八百名重慶兵分防要隘，明顯兵力不足，袁國璜與總兵達音泰受孫士毅調遣增添兵弁前往省境協力剿捕。閏二月，貴州苗兵竄入四川境內貴道溪，袁國璜帶兵趕到，跟從總督孫士毅進剿；湖南苗兵又由龍巖嘴入川、在梨木場修築木城，袁國璜及陝西興漢鎮總兵何元卿由東面山梁佔據苗兵上游，苗兵大量集結後，袁國璜率軍由上向下衝擊，擊斃頭目一人，苗兵沿山溝逃逸；再赴貴道溪，擊敗苗兵數百人，追擊至王瓜屯地方，生擒苗兵數人、捕獲漢奸六十餘名。三月，苗兵竄至小溪、小塘陂、大蠻莊等處，袁國璜與達音泰合兵進剿，殺傷甚多，許多苗兵落崖而死，袁國璜於是屯駐於小溪，又數次擊退來攻苗兵。六月，苗兵佔據董蕩大山，該山為永綏、隆團要道，袁國璜進駐隆團，恰巧提督劉君輔進剿，袁國璜發動夾擊，苗兵敗退，隆團附近苗兵又集結攻擊清軍營壘，被袁國璜擊退。七月，袁國璜攻克紀容、米惹二寨，再由觀音巖攻取林家寨、石家寨、吳家寨，得到褒獎，上諭賞給一個月錢糧。
嘉慶元年（1796年）四月，捕獲奸民楊正紋，偵訊得知苗兵即將前來攻擊清軍，袁國璜即佈置伏兵，苗兵果然來攻，於丁家坡、瓦窯灣擊敗苗兵，得旨褒賞。五月，秘密派遣投降苗兵回去偵查，得知苗兵首領石三保在哄哄寨（今屬湘西土家族苗族自治州保靖縣水田河鎮豐宏村），出兵成功捕獲石三保。八月，袁國璜攻克後坡、麻里灣等苗寨（今屬吉首市），並偵知苗兵首領石代噶在老旺寨焚掠，率鄉勇潛行前往捕獲石代噶。十月，擒獲苗兵首領石老必。
十一月，因川楚教亂爆發，蔓延數個州縣。此時四川綠營兵多數在湖南、貴州征剿，倉猝間，副都統勒禮善、佛住僅率數千兵急馳前往四川東北部抵禦白蓮教眾，刑部右侍郎代理四川總督英善檄令袁國璜及何元卿趕赴達州直隸州進剿。白蓮教眾屯駐在天星橋（今屬萬源市），袁國璜率都司石陣圖由七里峽（今屬達州市宣漢縣）進擊，白蓮教兵大亂，袁國璜軍陣斬一千餘人，追擊數十里，收復天星橋，白蓮教眾退守橫山子（今屬梨樹鄉）；二十日，袁國璜與何元卿偷襲並焚毀白蓮教哨卡，圍殲逃出的白蓮教兵，奪佔山梁；二十一日，白蓮教眾趁袁國璜紮營未穩時，自東鄉集結教眾三四千人前來搶攻山梁，袁國璜督兵反擊，以大砲擊退教眾；二十二日，教眾再度聚集五六千人來攻，袁國璜迎擊，擊殺三百人，但白蓮教援兵源源不斷，袁國璜寡不敵眾，激戰三日夜，與何元卿、都司百壽、石陣圖一同力竭陣亡。
戰況奏聞後，上諭：「總兵袁國璜，督率士卒，直前深入，因眾寡不敵，致被戕害，奮不顧身，實堪軫惜，著照提督例議卹」，賜祭葬，贈騎都尉兼一雲騎尉世職。

## 子孫
- 子：袁起（？年—1828年），嘉慶元年承襲騎都尉兼一雲騎尉，官至四川冕山營都司、署會鹽營游擊。[26]
- 孫：袁肇慶，道光九年承襲騎都尉兼一雲騎尉。[27]

## 著作
〈袁國璉死事碑記〉（四川省小金县日尔乡木桠桥村）